# Kizomba
Kizomba är en dans- och musikgenre från Angola. Kizomba betyder sammankomst och "fest" på språket kimbundu, som är ett av Angolas nationella språk.
Dansen är en pardans som främst dansades med familj, vänner, och bekanta i sociala sammanhang såsom gårdsfester och bröllop etc, men dansas numera även på klubbar, och till exempel utomhus i Luanda på en mycket populär tillställning som heter Kizomba Na Rua (Kizomba på gatan).
Kizomba som musik genre utvecklades i Angola under mitten av 1980-talet. Kizomba influerades främst av Semba och Zouk, från Antillerna och Guadaloupe.

## Historia

### Kulturella influenser

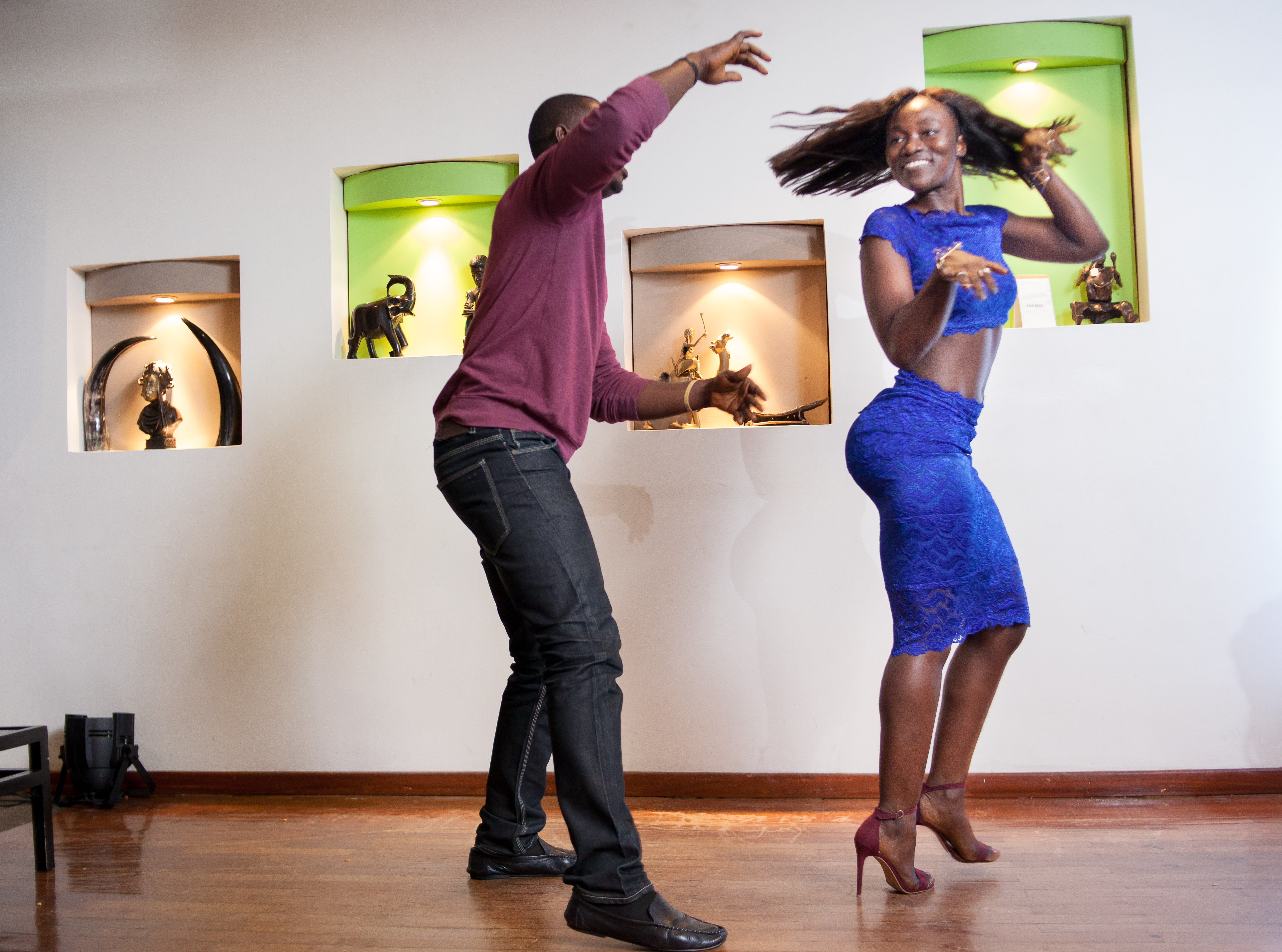
Kizomba

Influenser av kizomba märks av i de flesta portugisisktalande afrikanska länder, men också i Portugal (särskilt i Lissabon och omgivande förorter som Amadora eller Almada), där invandrargrupper har startat klubbar där man dansar en förnyad stil (fusion) av kizomba. Kizomba är nu också allmänt mycket populär och besökare kommer till dessa klubbar i växande antal. Kizombamusiken från São Tomé är mycket lik den angolanska. Juka är den mest framstående artisten från São Tomé men även inom kizombamusiken i allmänhet.
I Angola finns de flesta klubbarna i Luanda, Eduardo Paím brukar erkännas som "fadern/skaparen av Kizomba-musik". Andra kända angolanska kizombamusiker är Neide Van-Dúnem, Don Kikas, Matias Damásio, Calo Pascoal och Irmãos Verdades bland många andra.
Kizomba dansas också i andra portugisisktalande afrikanska länder samt i Europa och växer snabbt. Dansen är känd för att ha en långsam, envis, något hård men ändå sinnlig rytm, ett resultat av elektroniska slagverk.

### Kizomba som dans
Under 50-talet i Angola så växte det traditionella sembadansen som dansades till sembamusik i popularitet. I samband med att kizombamusiken populariserades så började allt fler semba dansutövare anpassa sina steg till den nya musiken. Med tiden så har det utvecklats typiska kizomba steg som lämpar sig bättre till kizombamusik men än idag finns det många angolaner som inte gör skillnad på semba och kizomba som dans och snarare som musiktyp. 

## Kizomba i världen
Utanför Angola så är Kizomba populär i bland annat Guinea-Bissau, Kap Verde, Portugal, Moçambique, Ekvatorialguinea, São Tomé och Príncipe, Östtimor, Brasilien och Macau. Personer inom kizombakulturen har spridit den till andra länder och den finns nu i nästan alla länder i Europa, USA med flera.
I Frankrike har en ny variant av dansen utvecklats, kallad Urban Kiz där man dansar i en rak linje samt med mer spänning i kroppen för att möjliggöra olika stop så det snabbt går att byta riktning. Utöver det är inte alla typiska kizomba steg förekommande medan typiska semba steg som pivots är mer vanliga då både dessa dansas med mer distans mellan partner. Dansen tar även inspiration från Tarraxinha (en danstyp från Angola) som är vanligt att dansa Ghetto-Zouk till, vilket även är en populär musikgenre i Urban kiz (samt Hiphop, Afrobeat, Rap, Tarraxa, RnB).

### Kizomba i Belgien
Kizomba har funnits i Belgien sedan 2006, då José N'dongala grundade Kizombalove Academy. Den började bli populär när han organiserade betydelsefulla danshändelser på strategiska platser som Hotel Metropole, La Tentation, Concert Noble och utomhus i centrala Bryssel.

### Kizomba i Kap Verde
Kapverdiansk zouk såsom cabo-love, colá-zouk och samt det traditionella coladeira är populära musikgenre som man dansar kizomba till. Zoukstilarna låter lik kizomba men sjungs oftast på kapverdiansk kreole till skillnad från kizomba som oftast sjungs på portugisiska. På grund av likheten som zoukstilarna har till kizomba så brukar dessa felaktigt betecknas som kizomba i Portugal samt omvärlden (Detta görs även som ett marknadssyfte). En annan populär zouk-stil är det RnB inspirerade ghetto-zouk som är vanligt att dansa Tarraxinha till men även kizomba samt Urban Kiz. I de kizomba kretsar i Europa samt omvärlden där ghetto-zouk dominerade så kom denna musikstil att felaktigt betraktas som kizomba. Ghetto-zouk blev småningom en viktig inspirationen till nya danstilen Urban Kiz.

### Kizomba i Storbritannien
Kizomba har funnits i Storbritannien i ca 20 år med afro-portugisiska fester som startade så tidigt som 1991 på olika platser runt om i London. Man nådde däremot inte ut till allmänheten förrän 2005 då Iris De Brito började visa upp kizomba på olika salsaställen runt om i Storbritannien.

### Kizomba i Sverige
Kizomba introducerades i Sverige på 2010-talet och slog igenom på riktigt under 2014, framför allt i kretsar som dansade bachata. Dansställen inriktade på salsa och/eller bachata har även introducerat kizomba.